# Bion, Manche

Bion este o comună în departamentul Manche, Franța. În 1 ianuarie 2018 avea o populație de 371 de locuitori.